# 元魁塔 (梅州)
梅州元魁塔，又称松口塔，位于梅州市梅县区松口镇铜盘村梅江河畔的凉伞岌上，是广东省文物保护单位。元魁塔高九层42米，用大青石砖灰砌，狗牙砖砌花，呈八角形，每层对开四个窗口，塔内有螺旋式阶梯，最高一层有石栏杆，塔顶嵌有铁铸宝葫芦，底径约1.5米，重万余斤。

## 历史
元魁塔于1619年由李士淳募资修建，崇祯二年（1629年）建成，原名“松口塔”。修建元魁塔的原因有两种说法，一为李士淳四次上京会试受挫，建塔以补梅溪出口处“风水”之缺，二是梅江松口狮象山河段转弯处河水汹涌，需建塔镇江。元魁塔建成后两年，李士淳“登科会魁”，在明崇祯皇帝召试时获拔第一，钦点为翰林，因此李士淳将塔改名为“元魁塔”。李士淳在塔前为塔楹联曰：“澜向阁前回，一柱作中流之砥，峰呈天外秀，万年腾奎壁之光。”1987年11月，元魁塔成为梅县第二批县级重点文物保护单位。1989年6月，元魁塔成为广东省第三批省级重点文物保护单位。